# إيطو (فلم)
إيطو هو فيلم فرنسي-أمازيغي صدر عام 1934 من إخراج جان بينوا ليفي وماري إبستاين.، وجاء الفيلم كثمرة تعاون ممثلين أمازغيين وفرنسيين في جبال الأطلس الكبير المغربي، بالضبط في تاليوين و تلوات إقليم تارودانت. الفلم ناطق باللغتين الفرنسية و الامازيغية (تشلحيت) و يعتبر أقدم فيلم ناطق بالامازيغية.

## بطاقة تقنية عن الفيلم
- عنوان: إيطو
- إخراج: جان بينوا ليفي وماري إبستين ، بمساعدة بيير دي هيران
- سيناريو: جورج دوفيرني وروجر فيرال وإتيان راي مقتبس من رواية موريس لو جلاي
- تصوير: فيليب أغوستيني ، وجورج أسلين ، وبيير ليفنت ، وبول بارغويل
- موسيقى: ألبرت وولف
- البلد الأصلي: فرنسا
- صيغة: أسود وأبيض - صوت أحادي - 1.37: 1
- نوع: دراما
- مدة: 117 دقيقة
- تاريخ الخروج: 19 مارس 1935 في باريس

## روابط خارجية
- مقالات تستعمل روابط فنية بلا صلة مع ويكي بيانات
- إيطو  في قاعدة بيانات الأفلام على الإنترنت (بالإنجليزية)
- على موقع MedFilm